# Lucienne Delyle
Lucienne Delyle (Párizs 14. kerülete, 1913. április 16. – Monte-Carlo, 1962. április 10.) francia énekesnő. Az 1950-es évek egyik legnépszerűbb előadója volt.

## Pályafutása
Gyógyszerésznek tanult. Először amatőrként énekelt. 1939-ben Jacques Canetti, a Radio Cité művészeti igazgatója meghallotta énekelni és azonnal szerződtette. 1940-ben feleségül ment Aimé Barelli (1917–1995) dzsesszzenészhez, aki aztán ápolta karrierjét. Tőle született a lánya, Minouche Barelli.
A „Mon amant de Saint-Jean” című dala óriási siker lett. 1942-től Lucienne Delyle lett a legnépszerűbb francia énekesnő Franciaországban. 1953-ban Bruno Coquatrix meghívta és a fiatal Gilbert Bécaud-t, hogy legyenek a sztárjai az Olympia rendezett gálanyitó koncertjének.
Delyle karrierje − leukémiája súlyosdodása következtében is − az 1950-es évek végén gyorsan hanyatlott. 1960-ban volt utolsó koncertje a „Bobino” színpadán. Monte Carlóban halt meg, 1962-ben.

## Albumok
(válogatás)
- 2000: Les Etoiles de La Chanson
- 2003: Lucienne DeLyle 1939-1946
- 2006: Mon Amand de Saint-Jean
- (?): Mon Coeur Est un Violon
- (?): Mon Amant de Saint-Jean
- (?): Du Caf Conc au Music Hall
- (?): Delyle: Sous Les Ponts de Paris, Vol. 2

## Filmek
- Lucienne Delyle az IMDb-n